# Vicente Taborda
Vicente Taborda (* 14. Juni 2001 in Gualeguay) ist ein argentinisch-italienischer Fußballspieler.

## Karriere
Bereits in seiner Jugend spielte Taborda für die Boca Juniors und wechselte Anfang 2019 von der U20 in die zweite Mannschaft. Am am 25. Juli 2021 kam er in der Liga Profesional zu seinem Debüt für die erste Mannschaft, als er bei einem 0:0 gegen Banfield in der Startelf stand.
Nach einer Leihe zu Platense von Juni 2022 bis Juli 2023, wo er mehr Einsatzzeit bekam, kam er bei Boca auch in der Copa Libertadores zu seinem Debüt – und dies im Finale der Ausgabe 2023, welches seine Mannschaft mit 2:1 n. V. gegen Fluminense verlor. Taborda kam zur zweiten Hälfte der Verlängerung für Cristian Medina ins Spiel. Im Verlauf der nächsten zwölf Monate kam er nur sporadisch zu weiteren Einsätzen und wurde noch einmal an Platense verliehen, die Leihe wird bis voraussichtlich Ende 2025 laufen.